# The Other Side (film, 2015)
Pour les articles homonymes, voir The Other Side.
Pour plus de détails, voir Fiche technique et Distribution.
The Other Side (italien : Louisiana) est un documentaire réalisé en 2015 par Roberto Minervini.

## Synopsis
Roberto Minervini va en Louisiane et au Texas, où il fait un documentaire-fiction sur les toxicomanes et les milices antigouvernementales.
En immersion en Louisiane, Minervini filme le quotidien d'un couple toxicomane formé de Mark, sans travail et adepte de petits boulots chez un ferrailleur, et Lisa, caissière de boîte de strip-tease. Leur vie évolue entre misère et passion dans un milieu de violence où le quotidien est cadencé par la drogue, crises, moments de jouissance et d’apaisement.
Puis le documentaire bascule dans un milieu marqué de désolation et de colère, terreau fertile aux révoltes passant de la Louisiane au Texas où se sont formées des milices armées préfigurant une nouvelle guerre civile opposant le Sud avec ses propres valeurs au gouvernement Obama.

## Fiche technique
- Titre : The Other Side
- Titre en Italie : Louisiana
- Réalisation : Roberto Minervini, Denise Ping Lee
- Producteur : Paolo Benzi, Muriel Meynar, Dario Zonta
- Sociétés de production : Agat Films & Cie, Okta Film
- Distribution : Lucky Red
- Photographie : Diego Romero
- Montage : Marie-Hélène Dozo
- Langue originale : anglais
- Type : sonore, couleur
- Format : 1.85:1
- Genre : documentaire
- Durée : 92 min
- Dates de sortie :
  -  France : 21 mai 2015 (Festival de Cannes 2015), 25 novembre 2015 (sortie nationale)
  -  Italie : 28 mai 2015

## Distribution
- Mark Kelley : Mark
- Lisa Allen : Lisa
- James Lee Miller : Jim

## Distinctions

### Récompense
- Festival du film grolandais 2015 : Amphore d'or[2].

### Sélection
- Festival de Cannes 2015 : sélection en section Un certain regard[3]